# Wells, Somerset
Wells je stolno mesto in civilna župnija v okrožju Mendip v Somersetu na južnem robu gričevja Mendip v Angliji. Čeprav je bilo število prebivalcev ob popisu 2011 le 10.536 in je pozidanega območja le 3,245 kvadratnih kilometrov, ima Wells status mesta od srednjega veka zaradi stolnice. Pogosto ga omenjajo kot najmanjše mesto Anglije. 
Ime Wells je povezano s tremi izviri, posvečenimi svetemu Andreju, eden je na trgu in dva na posesti škofovske palače in stolnice.  Majhno rimsko naselje je nastalo v okolici izvirov, ki je pridobilo pomen in velikost pod Anglosasi, ko je kralj Ine Wesseški leta 704 ustanovil samostansko cerkev (minster). Skupnost je postala trgovsko središče, ki je temeljila na oblikovanju oblačil. Wells je znan po svoji vpletenosti v angleško državljansko vojno in Monmouthov upor  v 17. stoletju. V 19. stoletju se je prometna infrastruktura izboljšala s postajami treh različnih železniških prog, vendar je mesto že od leta 1964 brez železniške povezave.
Stolnica in s tem povezana verska in srednjeveška arhitekturna zgodovina zagotavlja veliko služb. Mesto ima številne športne in kulturne dejavnosti, več šol, tudi The Blue School, državno mešano celovito šolo, ki je bila ustanovljena leta 1641 in je neodvisna od stolnice, ki je bila ustanovljena verjetno že leta 909. Je ena od petih uveljavljenih glasbenih šol za šoloobvezne otroke v Združenem kraljestvu. Zgodovinska arhitektura mesta je pritegnila tudi snemalce več filmov in televizijskih serij. 

## Zgodovina
Mesto je bilo rimsko naselje, ki je postalo pomembno središče pod Anglosasi, ko je kralj Ine Wesseški leta 704 ustanovil minster (častni naslov, namenjen zlasti cerkvam v Angliji).  200 let kasneje, leta 909, je postalo sedež novonastale škofije Wells. Leta 1090  je bil škofijski sedež premaknjen v Bath, kar je povzročilo hudo nasprotovanje med kanoniki Wellsa in menihi Batha do leta 1245, ko je bila škofija preimenovana v škofijo Bath in Wells z izvoljenimi predstavniki obeh verskih hiš. Z gradnjo sedanje stolnice in škofijske palače v prvi polovici 13. stoletja pod vodstvom škofa Reginalda in kasnejšega škofa Jocelina po rodu iz mesta, je Wells postal glavni sedež škofije.
Wells je bil naveden v Domesday Book leta 1086 kot Welle, kar izvira iz staroangleške besede wiells , a ne kot mesto, ampak kot štirje dvorci s 132 prebivalci, kar pomeni 500 do 600 prebivalcev.  Prejšnji imeni za naselje sta bili Fontanetum, kot je navedeno v listini iz leta 725 kralja Ine, dodeljene Glastonburyju, in Fontanensis Ecclesia. Imeni Tidesput ali Tithesput furlang se nanašata na vzhodno območje škofovih vrtov v letu 1245. Wells je bil del in je dal svoje ime zgodovinski upravni enoti (hundred) Wells Forum.
Wellsu je listino za trg dal škof Robert (1136–66) in za svobodno mesto (burgage, srednjeveški zemljiški izraz, ki se je uporabljal v Angliji in Walesu, na Irskem in Škotskem v 13. stoletju; burgage je najemniško mesto v lasti kralja ali gospodarja), mandat je odobril škof Reginald (1174–1191).  Wells je bil priznan kot svobodno okrožje (borough) z listino kralja Ivana leta 1201. Mesto je ostalo pod škofovskim nadzorom do listine o vključitvi kraljice Elizabete I. leta 1589.  Status mesta je nedavno potrdila kraljica  Elizabeta II. s kraljevskim patentom z velikim državnim pečatom z dne 1. aprila 1974, ki je dodelil status mesta posebej civilnim župnijam;  ta dan je začela veljati pomembna reorganizacija lokalne samouprave, ki je vključevala odpravo lokalnih okrožij v Wellsu. 
V angleški državljanski vojni (1642–1651), kar je postalo znano kot "obleganje Wellsa", se je mesto znašlo obkroženo s puškami parlamentarcev na strani Bristola, Glastonburyja in Shepton Malleta. Polkovnik William Strode je imel 2000 moških in 150 konj. Rojalisti so evakuirali prebivalce mesta. Parlamentarci so uporabljali stolnico kot hlev za svoje konje in poškodovali več veličastnih skulptur, ki so jih uporabljali za strelske vaje. 
William Penn (14. oktober 1664–30. julij 1718), angleški filozof in podjetnik, ustanovitelj ameriške države Pensilvanije, je bil v Wellsu tik pred odhodom v Ameriko (1682) in preživel večer v gostilni The Crown. Tu so ga za kratek čas prijeli zaradi reševanja množice na trgu, vendar je bil izpuščen po posredovanju škofa Batha in Wellsa. V Monmouthovem uporu (1685) je uporniška vojska napadla stolnico in poškodovala zahodno fasado. Razbili so okna, orgle in ladjo uporabljali kot konjušnico. Wells je bil zadnji kraj krvavega porotnega sodišča (Bloody Assizes – vrsta poskusov, začetih v Winchestru 25. avgusta 1685, v obdobju po bitki pri Sedgemooru, ki so se končali z Monmouthovim uporom) 23. septembra 1685. Sodišče je zasedalo le en dan, a je bilo več kot 500 moških obtoženih, večina je bila obsojena na smrt.
Vrata iz 8. stoletja pri Bleadneyju ob reki Ax so omogočala prinašanje blaga na 5-kilometrsko območje Wellsa. 
V srednjem veku se je trgovina s tujino odvijala prek pristanišča Rackley. 
V 14. stoletju je po reki navzgor priplula francoska ladja. Leta 1388 je Thomas Tanner iz Wellsa uporabljal Rackley za izvoz oblačil in koruze na Portugalsko ter uvažal železo in sol v zameno.  Wells je bil središče za izdelavo oblačil, a se je v 16. in 17. stoletju zmanjšala, vendar je mesto ohranilo svojo pomembno tržno usmerjenost.
Wells je imel v 19. stoletju največji trg sira na zahodu Anglije.
Prva železniška postaja v Wellsu, Priory Road, je bila odprta leta 1859 na železniški progi Somerset Central Railway (kasneje skupna proga Somerset in Dorset) kot mejnik kratkega kraka iz Glastonburyja. Druga železnica, East Somerset, je odprla progo iz Withama leta 1862 in zgradila postajo na vzhodu Priory Roada. Leta 1870 je proga Cheddar Valley, krak proge Bristol in Exeter iz Yattona, dosegla Wells in zgradila tretjo postajo na Tucker Street. Zadeve so se poenostavile z združitvijo prog in zgrajene povezave med njimi skozi postajo S & DJR Priory Road. Leta 1951 so to postajo zaprli za potniški promet. Tucker Street je bila zaprta leta 1963. Blagovni promet iz Wellsa je prenehal leta 1964.  
Med drugo svetovno vojno je bilo v parku Stoberry v Wellsu taborišče za vojne ujetnike, italijanske zapornike iz bojev v Zahodni puščavi (Egipt) in kasneje nemške ujetnike po bitki v Normandiji. Penleigh Kamp na Wookey Hole Road je bil nemški delovni tabor. 

## Geografija
Wells leži ob vznožju južnega skalnega roba gričevja Mendip, kjer se sreča z ravnico Somerset Levels. Hribi so v glavnem iz karbonificiranega apnenca, ki ga pridobivajo na več bližnjih krajih. Leta 1960 je bil najvišji stolp v regiji, televizijski oddajnik Mendip UHF, nameščen na Pen Hill nad Wellsom, približno 3,2 km od središča mesta.
Reke in potoki, ki tečejo skozi jame v Mendip Hills, vključno Thrupe Lane Swallet (geološko območje posebnega znanstvenega pomena v Somersetu, ustanovljeno leta 1992, pa tudi kraj geološkega konzervatorstva) in viadukt Sink (približno 5 km vzhodno od mesta), se pojavljajo kot izviri svetega Andreja na vrtu škofovske palače,  od koder voda napolni jarek naokoli in nato teče v Keward Brook, približno kilometer zahodno do točke, kjer se potok pridruži reki Sheppey v vasi Coxley.
Skupaj s preostalo jugozahodno Anglijo ima gričevje Mendip zmerno podnebje, ki je na splošno bolj mokro in blažje kot preostala Anglija. Letna povprečna temperatura je približno 10 °C, sezonske in dnevne razlike so zaradi spreminjajočega učinka morja manjše kot v večini drugih delov Velike Britanije. Januar je najhladnejši mesec s srednjimi najnižjimi temperaturi med 1 °C in 2 °C. Julij in avgust sta najtoplejša meseca v regiji s povprečno dnevno vrednostjo okrog 21 °C. 

## Demografija
Civilna župnija ima po popisu za leto 2011 10.536 prebivalcev. Od tega je 97,5 % belcev in 66,5 % kristjanov. Srednja povprečna starost v letu 2011 je bila 41,9 leta

## Gospodarstvo
Po izgradnji obvoznic A39, A371 je v središču mesta vrnjen mir tržnega mesta. Ima vse sodobno udobje s trgovinami, hoteli in restavracijami. Wells je priljubljena turistična točka zaradi svojih zgodovinskih znamenitosti, bližine Batha, Stonehengea in Glastonburyja in bližine Somersetske obale. V bližini so jame Wookey Hole, gričevje Mendip in ravnica Somerset Levels. Somersetski sir, tudi čedar, pridelujejo v okolici. 
Zgodovinski del mesta je priljubljen za snemanje dokumentarnih in drugih filmov ter televizijskih serij. Od 2014 do 2016 so v njem snemali 2. TV-serijo Poldark (2015), film Dunkerque (2017), Another Mother's Son, Broadchurch, The Levelling, Mum's List in The White Princess (TV-serija), ki bo na sporedu pozno leta 2017. Poleg stolnice, škofovske palače je Wells še posebej priljubljen med producenti.

## Znamenitosti
Obzidana okolica, Liberty of St. Andrew, obdaja stolnico iz 12. stoletja in škofovo palačo, Vicar's Close in rezidence za duhovščino stolnice. Vhodi so Penniless Porch , The Bishop's Eye   in Brown's Gatehouse , vsi zgrajeni okoli leta 1450.
Stolnica je sedež anglikanske cerkvene škofije Bath in Wells. Wells je bil pomembno cerkveno mesto vsaj v začetku 8. stoletja. Deli zgradbe segajo v 10. stoletje in so zgradbe I. razreda. Znana je po pahljačastih obokih na stropu, Marijini kapeli, oknih in škarjastih lokih, ki podpirajo osrednji stolp. Zahodna fasada ima najboljšo zbirko skulptur v Evropi  z ohranjenimi skoraj 300 izvirnimi srednjeveškimi kipi, izrezljanimi iz toplega, rumenega kamna iz Doultinga. Kapiteljska dvorana, na vrhu kamnitih stopnic, ki vodijo ven iz severnega transepta, je osmerokotna zgradba s stropom iz pahljačastih obokov. Stolnico še vedno vodijo člani kapitlja, vladajočega telesa stolnice. Wellska stolnična ura je znana po svojem 24-urnem astronomskem kazalniku in vrsti borečih se vitezov, ki se pojavijo vsake četrt ure. Stolnica ima najtežji obroč desetih zvonov na vetu. Tenorski zvon tehta nekaj več kot 2844 kg. 
Škofovska palača je bila  800 let sedež škofov škofije Bath in Wells. Dvorana in kapela datirata v 14. stoletje . Okoli je 5,7 ha vrtov, vključno z izviri, po katerih je mesto dobilo svoje ime. Obiskovalci si lahko ogledajo tudi zasebno škofovo kapelo, uničeno veliko dvorano in vhodno poslopje z dvižnimi vrati in dvižnim mostom, ob katerem labod grbec moleduje za hrano. [83] Škofova kašča je bila zgrajena v 15. stoletju.
Vicar's Close je najstarejša stanovanjska ulica v Evropi, zašiljena v stožec, dolga 3 metre, da bi bila videti daljša, gledano od spodaj. Ko gledamo z vrha, pa je videti krajša. Stara dekanija je iz 12. stoletja in St. John's Priory iz 14. stoletja.
Cerkev svetega Cuthberta (turisti jo pogosto zamenjajo za stolnico) ima fin stolp iz somersetskega kamna in odlično izklesano streho. Izvirna zgodnja angleška gotika (13. stoletje) je bila velikokrat spremenjena v poznogotskem obdobju (15. stoletje). Barvast strop v ladji je bil prebarvan leta 1963 na pobudo takratne vikarke gospe Barnett. Do leta 1561 je cerkev imela osrednji stolp, ki je propadel ali je bil odstranjen in zamenjan s sedanjim stolpom nad zahodnimi vrati.

## Pobratena mesta
Wells je pobraten z mesti:
- Paray-le-Monial, Burgundija, Francija
- Bad Dürkheim, Porenje - Pfalška, Nemčija
- Fontanellato, Emilija - Romanja, Italija